# 牛田大橋
牛田大橋（うしたおおはし）は、広島県広島市の京橋川に架かる道路橋。

## 概要
広島駅前の常盤橋から続く広島県道37号広島三次線筋の橋として1965年（昭和40年）竣工。祇園新道が整備される以前は、北へ向かう主要幹線筋の1つであり、現在でも交通量はかなり多い。
上流に人道橋（歩道橋）の工兵橋、下流に神田橋がある。北詰をまっすぐ行くと広島市立牛田小学校がある。南詰交差点を南下すると、広島電鉄白島線の白島停留場も近い。
南詰護岸は広島でも有数の桜の名所であり、花見の季節には賑わう。また下流側には、広島藩主・福島正則が神田川（現・京橋川）の洪水を沈めるため、人柱のかわりに8本の名剣を埋めて沈めたことを称えてつくられた八剣神社がある。